# Paulus (apostel)
Paulus (Oudgrieks: Παῦλος, Paulos; Hebreeuws: שאול התרסי, Šaʾul HaTarsi, "Saul van Tarsus") (Tarsus (Cilicië), ca. 3 - waarschijnlijk Rome, na 60) was een leider in het vroege christendom en speelde een centrale rol in de vroege (intellectuele) ontwikkeling en verspreiding van het christendom in de gebieden rondom de Middellandse Zee, in het bijzonder in Klein-Azië en Griekenland.

## Betekenis voor het christendom
Paulus is vooral bekend als apostel onder de niet-Joden, zoals beschreven in het bijbelboek Handelingen van de apostelen en de dertien brieven in het Nieuwe Testament die op zijn naam staan. In de wetenschappelijke literatuur is het auteurschap van zeven van deze brieven onbetwist: Romeinen, 1 en 2 Korintiërs, Galaten, 1 Tessalonicenzen, Filippenzen en Filemon. Deze zeven brieven vormen de oudste delen van het Nieuwe Testament. Op Paulus' brieven werden later vele belangrijke theologische leerstukken gebaseerd. Bijvoorbeeld Augustinus, Maarten Luther, Karl Barth staan bekend om hun interpretaties van Paulus' brieven, vooral die aan de Romeinen en de Galaten. Al Paulus' brieven zijn sterk retorisch, en sommige zijn ook erg polemisch van aard, waardoor ze diverse argumenten kunnen verschaffen in theologische disputen.
Geen auteur in het Nieuwe Testament heeft meer invloed gehad op het christelijke denken en de christelijke theologie als een religie van Gods verbond met alle mensen dan Paulus. Soms wordt zelfs gesproken van "Paulijns christendom" of "Paulinisch christendom", om een onderscheid te maken met het oorspronkelijke "Joodse christendom" - de aanduiding van de oorspronkelijk uitsluitend Joodse aanhangers van Jezus, die zichzelf beschouwden als onderdeel van de door God uitverkoren Israëlieten en hierin alleen afweken omdat zij Jezus beschouwden als de Messias - met opvolgers als de Ebionieten.
Mede door Paulus' verspreiding van zijn evangelie van het verbond voor allen, kon de oorspronkelijke beweging transformeren tot de wereldreligie die zij nu is.

## Leven

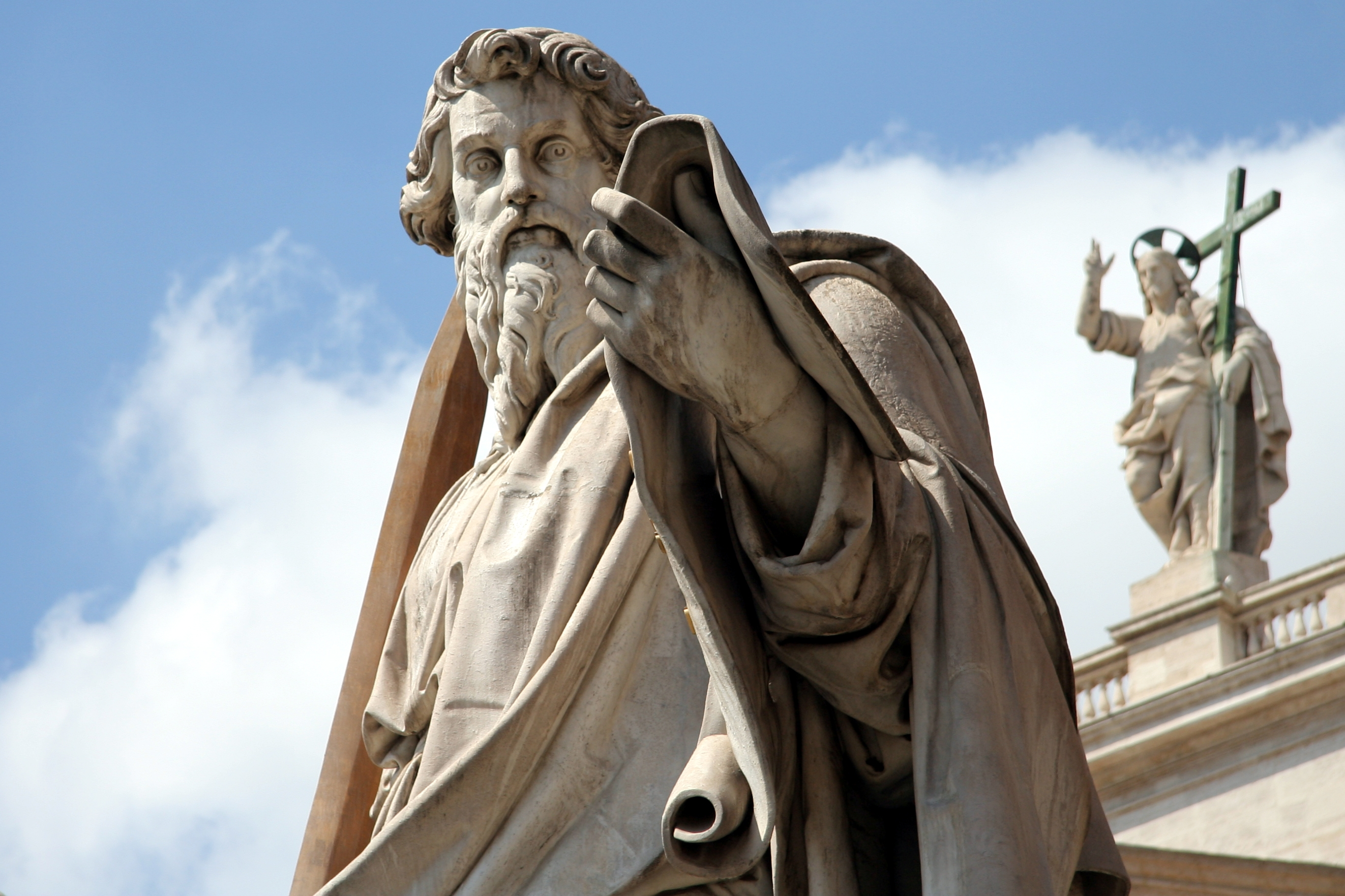
Paulus op het Sint-Pietersplein

Paulus werd geboren in Tarsus, een stad in de zuidoostelijke hoek van Klein-Azië. Volgens Handelingen was hij een "zoon van een Farizeeër" (Handelingen 23:6), had zijn opleiding genoten bij Gamaliël (Handelingen 22:3) en bezat hij het Romeinse staatsburgerschap door geboorte (Handelingen 16:37-38; 22:25-28). Hieraan wordt echter door sommige onderzoekers getwijfeld.
Uit het taalgebruik in Paulus' brieven kan worden opgemaakt dat hij behoorde tot wat we tegenwoordig de middenklasse noemen. Zijn Grieks is helder en krachtig, maar niet elegant, zoals het Grieks van zijn rijke tijdgenoot Philo van Alexandrië. Paulus had ook een ambacht geleerd: tenten maken (Handelingen 18:3). Uit het feit dat hij zich erop beriep dat hij voor zijn eigen brood zwoegde (1 Korintiërs 4:12), zou kunnen worden opgemaakt dat Paulus was opgeleid voor een hogere functie; arbeidslieden beroepen zich meestal niet op hun handenarbeid. Paulus wist ook gebruik te maken van een secretaris, dicteerde brieven, plande en organiseerde zijn werk en had hij het grootste deel van de tijd meer dan één assistent (zie bijvoorbeeld Galaten 6:11 en Romeinen 16:22).

### Vervolger van de volgelingen van Jezus
Paulus zelf meldt niet veel over zijn activiteiten voor zijn keuze voor het geloof in Christus. In Handelingen wordt Saulus (zoals Paulus eerst wordt genoemd) voor het eerst vermeld als hij de mantels van zijn kompanen bewaakt tijdens de steniging van een Joodse volgeling van Jezus, Stefanus (Handelingen 7:58 - 8:1). Hierna werd hij een actieve vervolger van de volgelingen van Jezus door hen te laten opsluiten en met de dood te bedreigen (Handelingen 8:3; 9:1). Paulus' brieven bevestigen dat hij "de gemeente van God" vervolgde (Galaten 1:13; 1 Korintiërs 15:9; Filippenzen 3:6).

### Bekering

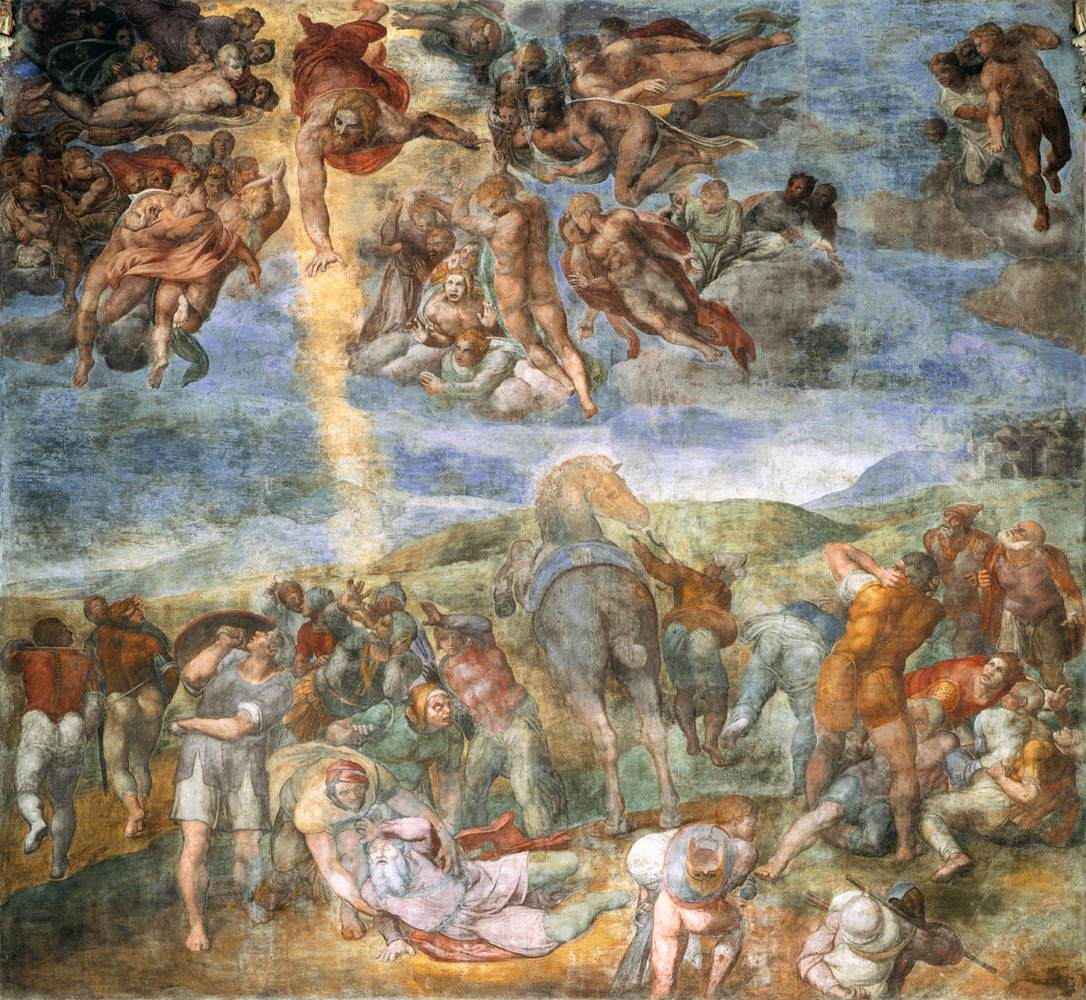
Michelangelo: De bekering van Paulus, tussen 1542 en 1545

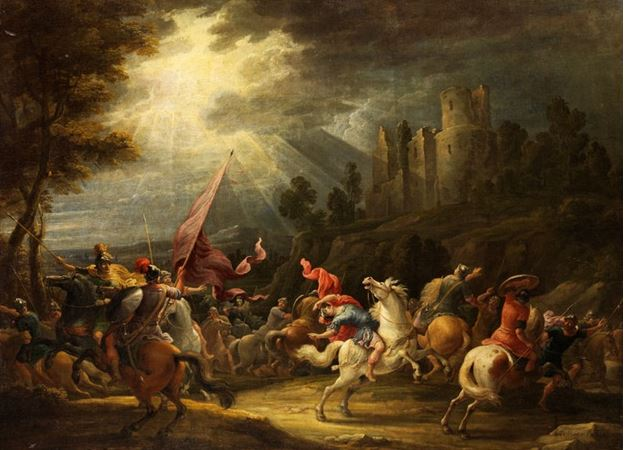
Lambert de Hondt de Jongere: Bekering van Paulus, 1682

Handelingen bevat drie versies van een verhaal over een wonderbaarlijke bekering van Paulus rond 33 n.Chr. door een verschijning van Jezus, toen hij op weg was van Jeruzalem naar Damascus (Handelingen 9:3-9: reisgenoten hoorden wel, zagen niets, Paulus was verblind, 22:6-10: reisgenoten zagen wel, hoorden niets, Paulus was verblind, 26:12-18). Aan de Galaten schreef Paulus echter slechts dat Jezus in hem verscheen en dat hij na zijn bekering naar Arabia ging en terugkeerde naar Damascus, alsof hij daar ook vandaan kwam (Galaten 1:15-17). Ook schreef Paulus dat de christenen in Judea hem nog nooit hadden gezien (Galaten 1:22), wat het onaannemelijk maakt dat Paulus ook daadwerkelijk in Jeruzalem zijn vervolging uitvoerde.
In 1 Korintiërs 9:1 schreef hij dat hij Jezus had "gezien". Hij beschouwde dit als een verschijning in verband met Jezus' opstanding en dit vormde een deel van zijn argumentatie waarom hij een apostel was (1 Korintiërs 15:8).
Drie jaar na zijn bekering ging Paulus naar Jeruzalem om Petrus te ontmoeten. Hij bleef twee weken bij hem en ontmoette toen ook Jakobus, "de broer van de Heer" (Jezus) (Galaten 1:18-19). Kennelijk was Paulus' bedoeling uitsluitend Petrus te leren kennen, want pas bij een later bezoek aan Jeruzalem zou Paulus "zijn" evangelie inhoudelijk toelichten (Galaten 2:1-2).

### Concilie van Jeruzalem
"Veertien jaar later" bezocht Paulus Jeruzalem weer, dit keer om het Concilie van Jeruzalem bij te wonen over het vraagstuk rondom de Wet van Mozes. Toen ook niet-Joden ("heidenen") zich bekeerden tot het christendom, ontstond namelijk de vraag of zij zich moesten houden aan de wet van Mozes, inclusief de besnijdenis en spijswetten. De weergave van Paulus in Galaten wijkt af van die in Handelingen 15, omdat in Handelingen sommige spijswetten nog gehandhaafd bleven. De weergave van dit conflict door Paulus is sterk partijdig, maar staat veel dichter bij de gebeurtenissen dan het latere verslag in Handelingen. Volgens Paulus bereikte hij overeenstemming met Petrus, Johannes en Jezus' broer Jakobus dat zij zich op de Joden zouden richten en Paulus zelf naar de andere volken zou gaan zonder de eis van de besnijdenis (Galaten 2:4-10). Daarom wordt Paulus vrij algemeen de "apostel van de heidenen" genoemd.
De gebeurtenissen direct na het concilie laten zien dat de onenigheid over het houden van de Joodse wet bleef bestaan binnen de vroege gemeenten. Toen Petrus in Antiochië kwam, kreeg hij een conflict met Paulus, die zijn gedrag "verwerpelijk" vond. Petrus at namelijk altijd met de "heidenen" (niet-Joden), maar toen er afgezanten van Jakobus kwamen, trok hij zich heimelijk terug. Zelfs Barnabas liet zich hierin meeslepen. Paulus veroordeelde het als huichelarij en het afwijken van "de rechte weg naar het ware evangelie" (Galaten 2:11-14).

### Zendingsreizen
Paulus ondernam volgens Handelingen drie grote zendingsreizen.
1. Handelingen 13-14: De eerste zendingsreis werd geleid door Barnabas, die Paulus vanaf Antiochië meenam naar Cyprus, dan naar zuidelijk Klein-Azië om uiteindelijk terug te keren naar Antiochië.
2. Handelingen 16: Bij zijn tweede zendingsreis vertrok Paulus vanuit Jeruzalem, direct na het concilie daar, rond de herfst van 49.[6] Tijdens een tussenstop in Antiochië ontstond een hevig geschil met Barnabas over Johannes Marcus, waarna Paulus zijn reis vervolgde met Silas als gezel. Ze reisden naar Tarsus (Paulus' geboorteplaats), Derbe en Lystra. In Lystra ontmoette Paulus Timoteüs, die hierna met Paulus en Silas meereisde. Na een visioen van Paulus reisden ze naar Macedonië. Van Philippi reisden ze vervolgens via Berea (nu Veroia, in Zuid-west Macedonië) naar Athene, waar Paulus op de Areopagus predikte. Hierna reisde Paulus naar Korinthe.
3. Handelingen 20-21: Paulus begon zijn derde zendingsreis met een rondreis door Galatië en Frygië. Daarna reisde hij naar Efeze, een belangrijk centrum voor het vroege christendom, en bleef daar drie jaar. Daarna reisde hij door Macedonië naar Achaea en bleef in 56-57 drie maanden in Griekenland, waarschijnlijk Korinthe. Hij bereidde zich voor op een reis naar Syria, maar veranderde zijn plan toen hij hoorde van een complot om hem te vermoorden. Op zijn terugweg naar Jeruzalem bezocht hij plaatsen als Philippi, Troas, Milete, Rodos en Tyrus. Zijn laatste tussenstop was Caesarea, waar hij verbleef bij Filippus de evangelist.

### Arrestatie
22 jaar na zijn eerste bezoek aan Jeruzalem, bezocht Paulus de stad nogmaals. Hij werd ervan beschuldigd een "heiden" in de tempel te hebben gebracht. Er ontstond opschudding en hij werd door de Romeinen gearresteerd en in Caesarea gevangengezet, de kuststad waar de Romeinse procurator resideerde. Hij deed als Romeins staatsburger een beroep op de keizer. Paulus en enkele andere gevangenen werden in het jaar 60 door Romeinse soldaten per schip naar Rome gebracht. Onderweg leden de reizigers schipbreuk en kwamen ze op Malta terecht (volgens overlevering kwam hij terecht op een klein eilandje bij Malta op een plek die nu St. Paul's Bay genoemd wordt). Na drie maanden vertrokken ze met een ander schip van Malta naar Rome. In Rome werd Paulus verwelkomd door medechristenen, hij ontmoette de plaatselijke Joodse leiders en hij verbleef daar twee jaar in huisarrest. Hij was vrij om bezoek te ontvangen en om zijn boodschap te verkondigen. En met deze mededeling eindigt het boek Handelingen; hoe het uiteindelijk met Paulus in Rome afliep wordt niet vermeld (Handelingen 21:18).

### Dood

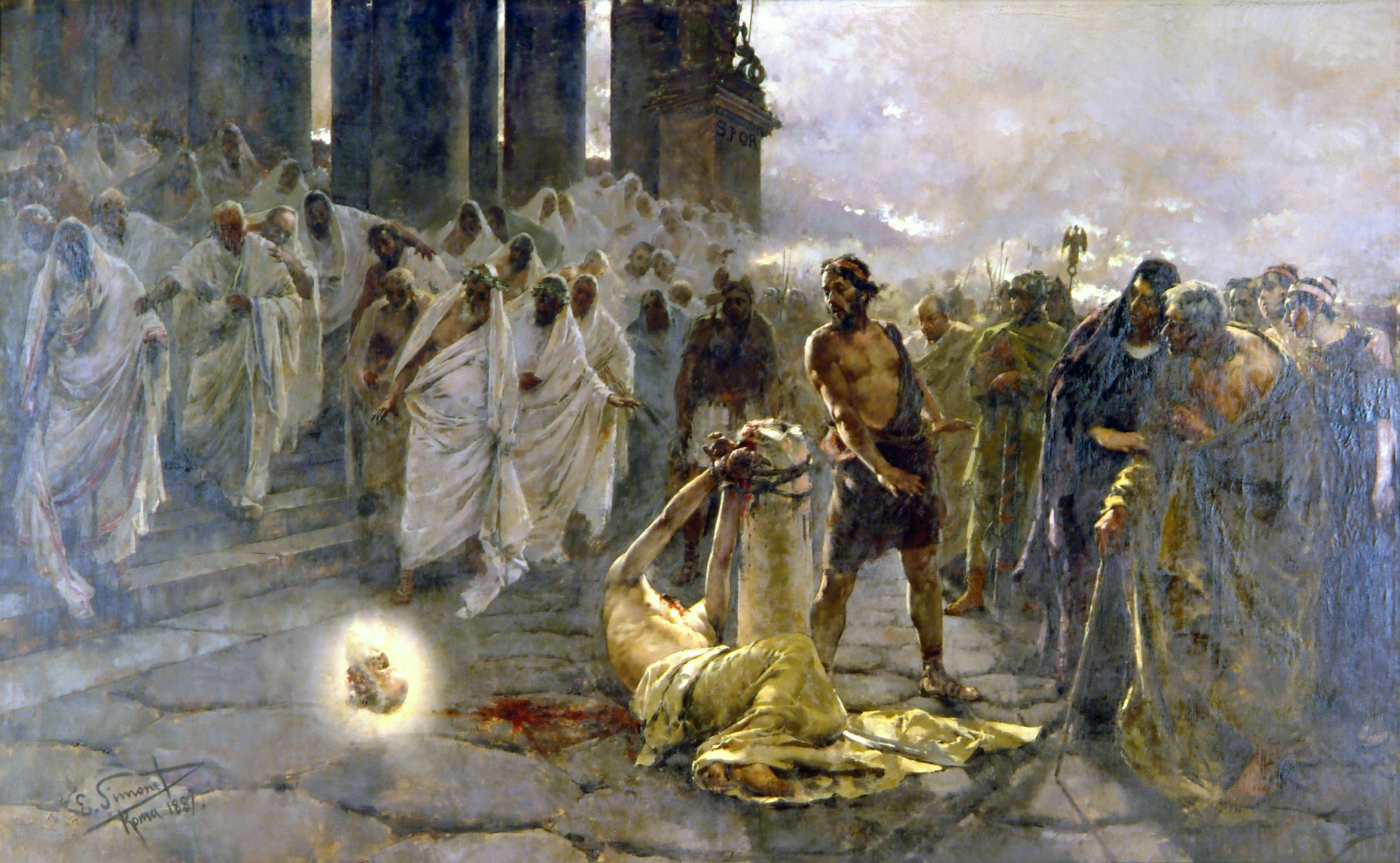
Enrique Simonet: De onthoofding van Paulus, 1887

De traditie wil dat Paulus in Rome door Nero werd berecht en daar werd onthoofd en begraven. Sommige tradities zeggen dat Paulus eerst naar Spanje was gereisd. Dit is mede gebaseerd op de 1 Clemens 5:1-7.
Handelingen suggereert dat Paulus twee jaar gevangen bleef in Rome. Gerekend vanaf zijn vertrek uit Caesarea in 60, zou Paulus in 62 zijn geëxecuteerd. Vaak wordt ook verondersteld dat Paulus en Petrus omkwamen in de eerste golf van christenvervolgingen onder Nero in 64, waarmee Nero de schuld van de brand van Rome op de christenen wilde afwentelen.
Op de plaats van een tombe waarvan sommigen menen dat dit het graf van Paulus is, staat de basiliek Sint-Paulus buiten de Muren. Op de plaats van zijn onthoofding zouden vele wonderen hebben plaatsgevonden. In juni 2009 werden in de tombe botfragmenten gevonden uit de eerste of tweede eeuw. Dit nieuws werd bevestigd door paus Benedictus XVI. Wetenschappers hadden een kleine opening gemaakt in de tombe waarvan vermoed werd dat die aan Paulus toebehoorde, en hebben de binnenkant ervan onderzocht door middel van een sonde. Die vond niet alleen botresten, maar ook paars en blauw textiel.

## Brieven
Paulus schreef brieven om het contact met de door hem gestichte gemeentes te onderhouden. Het zijn de oudste delen van het Nieuwe Testament (52 - 58 na Chr.).
Centraal in de brieven van Paulus staat de kruisiging en opstanding van Jezus Christus. Paulus maakt duidelijk dat elk mens tot God kan komen door geloof. Hij kreeg veel tegenstand vanuit de joodse gemeenschap die vond dat men ook de oudtestamentische wetten en gewoonten moest overnemen. Paulus keerde zich hier fel tegen en verklaarde dat een mens alleen tot God kan komen op grond van geloof. Het nauwgezet naleven van de mozaïsche voorschriften was niet langer van belang. Dit komt vooral naar voren in zijn brieven aan de Romeinen en de Galaten, waar de christelijke gemeenten bestonden uit bekeerlingen uit het diaspora-jodendom. Het gevolg was een religie die veel opener stond voor buitenstaanders.

### Auteurschap
Er is vrij brede consensus onder onderzoekers welke brieven zeker door Paulus zijn geschreven en welke (mogelijk) pseudepigrafen zijn:
| Status    | Categorisering:3:10                               | Brief |
| --------- | ------------------------------------------------- | --- |
| Onbetwist | Authentieke Paulijnse brieven                     | - Eerste brief van Paulus aan de Tessalonicenzen - Brief van Paulus aan de Galaten - Eerste brief van Paulus aan de Korintiërs - Tweede brief van Paulus aan de Korintiërs - Brief van Paulus aan de Filippenzen - Brief van Paulus aan Filemon - Brief van Paulus aan de Romeinen |
| Betwist   | Deutero-Paulijnse brieven; misschien authentiek   | - Brief van Paulus aan de Efeziërs - Brief van Paulus aan de Kolossenzen - Tweede brief van Paulus aan de Tessalonicenzen |
| Betwist   | Pastorale brieven; waarschijnlijk niet authentiek | - Eerste brief van Paulus aan Timoteüs - Tweede brief van Paulus aan Timoteüs - Brief van Paulus aan Titus |
| Betwist   | Anonieme preek; niet authentiek                   | - Brief aan de Hebreeën |

## Historisch-kritische interpretatie van Paulus

### Het Nieuwe Perspectief op Paulus
Baanbrekende publicaties van de nieuwtestamenticus E.P. Sanders wierpen de vraag op hoe 'joods' Paulus was en wat dat betekent. De stroming binnen de nieuwtestamentische wetenschap die hiermee op gang werd gebracht, wordt het Nieuwe Perspectief op Paulus genoemd en kan inmiddels op grote steun rekenen. De aanhangers hiervan, zoals James Dunn en Tom Wright, verzetten zich tegen de lutherse interpretatie van Paulus en het Palestijnse jodendom van de eerste eeuw. Volgens deze interpretatie propageerde het jodendom dat men via zogeheten 'goede werken' of 'werken van de wet' in de gunst bij God kon komen, terwijl Paulus leerde dat dit door genade is. Zij vinden dit een te negatieve visie op het jodendom in Paulus' tijd, omdat uit de Joodse bronnen blijkt dat men goede daden niet zag als middel om Gods genade te verdienen, maar als uiting en bevestiging van Gods verbond. Met andere woorden, men deed geen goede werken om met God in een goede verhouding te komen, maar men deed deze om niet uit de reeds bestaande verbondsrelatie met God te geraken. Dit heeft grote gevolgen voor de uitleg van de Romeinen en Galaten. Deze gaan dan niet om de vraag of men gered kan worden door goede werken of alleen uit genade, maar om de vraag of men jood moet worden om bij het volk van God te horen. Paulus' standpunt is dat Christus, door Zijn trouw tot in de dood en Zijn verrijzenis, de nieuwe 'toegangspoort' is tot God. Men hoeft niet meer jood te worden en zich te laten besnijden enzovoort om bij God in de gunst te raken, maar men moet één met Christus worden door in Hem te geloven en met Hem te sterven en te verrijzen. Het is omstreden of Paulus ook het onderhouden van de wet door joden afkeurt. In elk geval heeft de Joodse wet volgens Paulus bij de komst van Christus sterk aan betekenis ingeboet.

### Simon Magus
Ferdinand Christian Baur (1792 – 1860) betoogde op basis van de pseudo-Clementijnse roman dat Simon Magus uit Handelingen 8 nooit heeft bestaan, maar een bijnaam was van Paulus. De leer van Paulus zou als ketterij zijn verworpen door Jakobus en Petrus, de leiders van het vroegchristelijk jodendom. Petrus en Paulus waren in feite tegenstanders, omdat zij radicaal verschillende opvattingen hadden over de betekenis van de Wet van Mozes en daarmee ook de toelating van heidenen tot het christendom, zoals boven staat bij het Concilie van Jeruzalem.
Sommige argumenten die Simon volgens de pseudo-Clementijnse roman gebruikte in zijn discussie met Petrus, werden ook gebruikt door Paulus - bijvoorbeeld dat hij Jezus niet bij leven had gezien, maar wel na diens dood, in een visoen. Bij uitbreiding waren de opvattingen van Simon eigenlijk de opvattingen van Paulus. De vijandige reactie van Petrus op Simon was dus eigenlijk zijn reactie op Paulus. Dit past bij het feit dat de pseudo-Clementijnse roman in de 4e eeuw werd gebruikt door de ebionieten, die krachtig tegenstander waren van Paulus en hem zeker niet wilden erkennen als apostel.
Deze opvatting heeft weerklank gevonden bij onderzoekers als Abraham Dirk Loman (gerekend tot de school van de Radicale Kritiek) in de 19e eeuw, Hermann Detering in de 20e eeuw en Dr. Robert Price, aanhanger van de Jezusmythe, in de 21e eeuw.

### Stichter van het christendom
Hoewel de meeste christenen Jezus beschouwen als grondlegger van het christendom, zijn er geen aanwijzingen dat hij in letterlijke zin een nieuwe religie wilde beginnen, buiten het jodendom. In historisch-kritisch onderzoek wordt daarom vaak gesproken van vroegchristelijk jodendom en Paulijns christendom en wordt gewezen op overeenkomsten tussen de theologie van Jezus en Paulus. Sommige onderzoekers zien Paulus als de informele oprichter, stichter of zelfs bedenker van het christendom.

### Vrome Jood
Paulus was een Jood die geloofde in de eindtijd en de vestiging van Gods Koninkrijk op aarde. Zo wijst L.M. White, directeur van het programma voor religieuze studies aan de Universiteit van Texas in Austin, op de eschatologische componenten in de brieven van Paulus (zoals in 1 Tessalonicenzen 1:10; 4:13; 5:1-11; 5:23) en apocalyptiek en openbaringen (zoals in Galaten 1:15-16; 2:1-2; 2 Korintiërs 12:1-5). De auteur ziet een relatie met de sterke messiaans-apocalyptische verwachting die aanwezig was in een deel van het jodendom van die tijd, waarvan het boek Daniël en de talrijke joodse apocriefe apocalypsen die rond het begin van de christelijke jaartelling zijn geschreven getuigen, net als het thema van het op handen zijnde Koninkrijk in de prediking van Jezus.
In deze historische context was Paulus een vrome Jood die geloofde dat er een apocalyps op handen was, met het daaruit voortvloeiende einde van de wereld en de vestiging van het Koninkrijk van God. Volgens White was Paulus' prediking dan ook niet bijzonder vernieuwend: "Paulus was niet de eerste christen en heeft in feite nooit over een 'christen' gesproken. Hij verklaart juist heel duidelijk over zichzelf dat hij als een vrome jood die, via Jezus, door God is geroepen tot de missie om zijn boodschap aan niet-joden te brengen. Daarom blijft Paulus' kijk op zichzelf altijd joods, zelfs wanneer hij twist met Petrus, Jakobus (de broer van Jezus) of andere wetsgetrouwe joden onder de volgelingen van Jezus. Paulus moet daarom worden gezien als onderdeel van de diversiteit die deze volgelingen grote vitaliteit gaven en nieuwe horizonten openden voor de beweging."

## Filosofisch debat over Paulus
Een van de felste filosofen die Paulus' opvattingen afwees was Friedrich Nietzsche. Hij hekelde Paulus' egalitaire mensbeschouwing en universalistische overtuiging, volgens welke alle volkeren aan de Verrijzenis van Christus deel zouden hebben en waardoor alle mensen, ongeacht hun etnische afkomst, geroepen zijn om Gods medewerkers te worden. "Er is geen onderscheid tussen Joden en andere volken", zegt Paulus (Romeinen 10:12). Nietzsche noemt dit "het gif van de leer van de 'gelijke rechten voor iedereen'". Het paulinische christendom zou dit 'gif' het meest systematisch hebben uitgezaaid. Nietzsche haatte de "rebellen tegen alles wat privileges heeft". Paulus zou alleen maar geïnteresseerd zijn in het kruis en de dood van Jezus om zo zijn "haat" tegen het leven aan te kunnen wakkeren.
De Franse filosoof en maatschappijcriticus Alain Badiou ontwaart hier bij Nietzsche een met Paulus rivaliserende visie op 'de waarheid' over de mensheid. Nietzsche getuigde van de principiële ongelijkheid tussen mensen en legitimeerde het recht van de sterkste. Paulus is voor Badiou bijzonder, omdat hij geen dialecticus is. Het universele houdt voor Paulus niet de ontkenning in van het particuliere en omgekeerd. Het universalisme is bij hem als "het afleggen van een weg en het houden van afstanden tot particulariteiten die blijven bestaan". Zo bleef Paulus jood en ging tegelijk aan de grenzen van zijn eigen religie voorbij. Voor Paulus, zegt Badiou verder, is zeer zeker niet de dood maar de Verrijzenis "datgene waardoor het zwaartepunt van het leven in het leven is". Van haat tegen het leven is bij Paulus volgens hem geen sprake. Evenzo verdedigt Badiou de Paulinische paradox dat zwakheid ware kracht betekent. Ook die paradox was Nietzsche een doorn in het oog.
'Waarheid', die in het premoderne en moderne denken nog altijd met universaliteit verbonden was, wordt door postmoderne filosofen veelal als subjectief afgedaan. Badiou verzet zich tegen deze opvatting van het postmodernisme, omdat het alle zoeken naar waarheid op voorhand ontmantelt en blokkeert. Badiou - zelf overigens atheïst - waardeert in Paulus de consequente verkondiging van "de fabel" van de Verrijzenis, die niettemin de grondslag legde voor elke "waarheidsprocedure" die steeds vanuit een onberedeneerd begin - wat Badiou "evenement" noemt - voert naar bevrijdende politiek, baanbrekende wetenschap, doorbraken in de kunsten of een waarachtige liefde, die alles overstijgt.

## Beschermheilige
Paulus is de beschermheilige van een groot aantal plaatsen. Dat zijn onder andere Opwijk in België, Rome in Italië, Bath in Engeland, het bisdom Münster in Duitsland, Poznań in Polen, Kavala in Griekenland, het eiland Malta, en het aartsbisdom Philadelphia en de bisdommen Birmingham in Alabama, Providence en Las Vegas in de Verenigde Staten. Hij is verder binnen de Rooms-Katholieke Kerk de beschermheilige van de schrijvers, de Katholieke Actie, evangelisten, missiebisschoppen, theologen, zielenzorgers, musici, journalisten, krantenredacties, personen werkzaam in de public relations, ruiters, zadelmakers en zeilmakers. Hij wordt aangeroepen tegen slangen en slangenbeten, oogpijnen, angst, krampen en onweer, en voor regen en vruchtbare akkers.
Zijn feestdagen zijn 25 januari, de dag van zijn bekering, 29 juni, samen met Petrus, en 18 november, toewijding van de basiliek Sint-Paulus buiten de Muren.